# Лещеня Сергій Вікторович
Сергі́й Ві́кторович Леще́ня — полковник НГУ МВС України, учасник російсько-української війни.

## Життєпис
Керував підрозділами, що першими 2 травня 2014 року зайняли позиції, які були залишені ворогом поблизу м. Слов'янська на Донеччині. Облаштували блокпост № 1 та організували оборону й контроль перехрестя доріг.
Станом на травень 2015 року — начальник фізичної підготовки і спорту НГУ. Заслужений працівник фізичної культури і спорту України. Почесний член ФСТ «Динамо».

## Нагороди
За особисту мужність і героїзм, виявлені у захисті державного суверенітету та територіальної цілісності України, вірність військовій присязі
- нагороджений орденом Данила Галицького (27.5.2015);
- Заслужений працівник фізичної культури і спорту України[1].